# Seymour (famiglia)
Seymour, o St. Maur, è una nobile famiglia inglese avente diversi titoli nobiliari tra cui quello di Duca di Somerset. L'originaria forma del nome, che fu ripresa dai Duchi di Somerset dal XIX secolo fino al 1923, sembra essere stata St. Maur, di cui Seymour fu una successiva corruzione. Tra gli altri titoli in capo alla famiglia figurano Barone Seymour, Conte di Yarmouth e Marchese di Hertford.

## Storia

### Origini
La famiglia si stabilì nel Monmouthshire nel XIII secolo. Si ha notizia infatti che nel 1240 Gilbert Marshal, conte di Pembroke, aiutò William St. Maur a prendere con la forza un palazzo chiamato Woundy (ora Undy), vicino Caldicot nel Monmouthshire. Woundy e Penhow, più tardi divenute residenze della famiglia, risultavano alla fine del XIII secolo proprietà di Richard St. Maur ma vennero persi dalla famiglia attraverso il matrimonio della pronipote di Richard, unica erede di John St. Maur e morta nel 1359. Il fratello minore di John, Roger sposò Cecily, una delle figlie ed eredi di John Beauchamp di Hache, barone Beauchamp de Somerset (?-1361). Lady St. Maur portò al marito gran parte delle terre del padre nel Somersetshire, Devonshire, Buckinghamshire e Suffolk. Il figlio maggiore della coppia fu Sir William St. Maur o Seymour, che fu guardiano di Edoardo il Principe Nero e lasciò un figlio, Roger, erede di tutti i beni a cui si aggiunsero quelli della moglie di Roger, Maud, figlia di Sir William Esturmi di Wolf Hall, Wiltshire.

### XVI secolo
Durante le successive tre o quattro generazioni le ricchezze e l'importanza dei Seymours aumentarono nelle contee dell'ovest fino a che durante i regni di Enrico VII d'Inghilterra ed Enrico VIII d'Inghilterra Sir John Seymour di Wolf Hall divenne un noto personaggio pubblico. Egli prese parte attiva nel sedare l'Insurrezione della Cornovaglia del 1497; in seguito assistette Enrico nel Campo del Drappo d'Oro e in occasione della visita di Carlo V in Inghilterra nel 1522.
Tra i suoi dieci figli, il maggiore fu Edward Seymour, I duca di Somerset, il celebre Protettore durante il regno di Edoardo VI d'Inghilterra; il suo terzo figlio fu Thomas Seymour, I barone Seymour di Sudeley; sua figlia maggiore fu Jane Seymour terza moglie di Enrico VIII e madre di Edoardo VI.
Il Protettore si sposò due volte ma i titoli e le proprietà passarono ai figli avuti dalla seconda moglie Anna, figlia di Sir Edward Stanhope, in quanto la prima venne ripudiata per adulterio nel 1535.

### XVII secolo
Il figlio maggiore avuto dal primo matrimonio fu il cavaliere Sir Edward Seymour (?-1593) di Berry Pomeroy, Devon. Suo figlio Sir Edward Seymour (?-1613) venne creato baronetto nel 1611 e trasmise il titolo ai discendenti per sei generazioni: nel 1750 infatti mancarono i discendenti diretti del secondo matrimonio del Protettore cosicché Sir Edward Seymour, VI baronetto di Berry Pomeroy, divenne duca di Somerset.
Il terzo baronetto, la cui residenza a Berry Pomeroy venne danneggiata e bruciata dai Roundhead, aveva un fratello minore Henry (1612-1686), fedele attendente personale del principe Carlo durante la guerra civile. Egli portò l'ultimo messaggio del principe a suo padre Carlo I prima dell'esecuzione.
Henry Seymour continuò a prestare servizio presso Carlo II in esilio e con la Restaurazione ricevette diversi incarichi di valore come ricompensa. Nel 1669 ottenne le proprietà di Langley nel Buckinghamshire, dove visse fino alla sua morte nel 1686. Nel 1681 suo figlio Henry, all'età di sette anni, fu creato baronetto.

## Genealogia e unione con la famiglia reale
|                |                |                |                |                |                |  |  |                           |                           |                           |                           |                           |                           |                          |                          |                          |                          |              |              |              |              |  |  |                                             |                                             |                                             |                                             |                                             |                                             | Enrico VII d'Inghilterra |                |                                     |                                     |                                     |                                     |                                     |                                     |                                   |                                   |                                   |                                   |                |                |                               |                 |                 |                 |                 |                 |           |           |                            |                            |                            |                            |                            |                            |  |  |  |  |  |  |  |  |  |  |  |  |  |  |  |  |  |  |
|                |                |                |                |                |                |  |  |                           |                           |                           |                           |                           |                           |                          |                          |                          |                          |              |              |              |              |  |  |                                             |                                             |                                             |                                             |                                             |                                             |                          |                |                                     |                                     |                                     |                                     |                                     |                                     |                                   |                                   |                                   |                                   |                |                |                               |                 |                 |                 |                 |                 |           |           |                            |                            |                            |                            |                            |                            |  |  |  |  |  |  |  |  |  |  |  |  |  |  |  |  |  |  |
|                |                |                |                |                |                |  |  |                           |                           |                           |                           |                           |                           |                          |                          |                          |                          |              |              |              |              |  |  |                                             |                                             |                                             |                                             |                                             |                                             |                          |                |                                     |                                     |                                     |                                     |                                     |                                     |                                   |                                   |                                   |                                   |                |                |                               |                 |                 |                 |                 |                 |           |           |                            |                            |                            |                            |                            |                            |  |  |  |  |  |  |  |  |  |  |  |  |  |  |  |  |  |  |
|                |                |                |                |                |                |  |  |                           |                           |                           |                           |                           |                           |                          |                          |                          |                          |              |              |              |              |  |  | John Seymour                                | John Seymour                                | John Seymour                                | John Seymour                                | John Seymour                                | John Seymour                                |                          |                |                                     |                                     |                                     |                                     |                                     |                                     |                                   |                                   |                                   |                                   |                |                | Maria Tudor                   | Maria Tudor     | Maria Tudor     | Maria Tudor     | Maria Tudor     | Maria Tudor     |           |           | Margherita Tudor           | Margherita Tudor           | Margherita Tudor           | Margherita Tudor           | Margherita Tudor           | Margherita Tudor           |  |  |  |  |  |  |  |  |  |  |  |  |  |  |  |  |  |  |
|                |                |                |                |                |                |  |  |                           |                           |                           |                           |                           |                           |                          |                          |                          |                          |              |              |              |              |  |  | John Seymour                                | John Seymour                                | John Seymour                                | John Seymour                                | John Seymour                                | John Seymour                                |                          |                |                                     |                                     |                                     |                                     |                                     |                                     |                                   |                                   |                                   |                                   |                |                | Maria Tudor                   | Maria Tudor     | Maria Tudor     | Maria Tudor     | Maria Tudor     | Maria Tudor     |           |           | Margherita Tudor           | Margherita Tudor           | Margherita Tudor           | Margherita Tudor           | Margherita Tudor           | Margherita Tudor           |  |  |  |  |  |  |  |  |  |  |  |  |  |  |  |  |  |  |
|                |                |                |                |                |                |  |  |                           |                           |                           |                           |                           |                           |                          |                          |                          |                          |              |              |              |              |  |  |                                             |                                             |                                             |                                             |                                             |                                             |                          |                |                                     |                                     |                                     |                                     |                                     |                                     |                                   |                                   |                                   |                                   |                |                |                               |                 |                 |                 |                 |                 |           |           |                            |                            |                            |                            |                            |                            |  |  |  |  |  |  |  |  |  |  |  |  |  |  |  |  |  |  |
| Catherine Parr | Catherine Parr | Catherine Parr | Catherine Parr | Catherine Parr | Catherine Parr |  |  | Enrico VIII d'Inghilterra | Enrico VIII d'Inghilterra | Enrico VIII d'Inghilterra | Enrico VIII d'Inghilterra | Enrico VIII d'Inghilterra | Enrico VIII d'Inghilterra |                          |                          | Jane Seymour             | Jane Seymour             | Jane Seymour | Jane Seymour | Jane Seymour | Jane Seymour |  |  | Thomas Seymour, I barone Seymour di Sudeley | Thomas Seymour, I barone Seymour di Sudeley | Thomas Seymour, I barone Seymour di Sudeley | Thomas Seymour, I barone Seymour di Sudeley | Thomas Seymour, I barone Seymour di Sudeley | Thomas Seymour, I barone Seymour di Sudeley |                          |                | Edward Seymour, I duca di Somerset  | Edward Seymour, I duca di Somerset  | Edward Seymour, I duca di Somerset  | Edward Seymour, I duca di Somerset  | Edward Seymour, I duca di Somerset  | Edward Seymour, I duca di Somerset  |                                   |                                   |                                   |                                   |                |                | Frances Brandon               | Frances Brandon | Frances Brandon | Frances Brandon | Frances Brandon | Frances Brandon |           |           |                            |                            |                            |                            |                            |                            |  |  |  |  |  |  |  |  |  |  |  |  |  |  |  |  |  |  |
| Catherine Parr | Catherine Parr | Catherine Parr | Catherine Parr | Catherine Parr | Catherine Parr |  |  | Enrico VIII d'Inghilterra | Enrico VIII d'Inghilterra | Enrico VIII d'Inghilterra | Enrico VIII d'Inghilterra | Enrico VIII d'Inghilterra | Enrico VIII d'Inghilterra |                          |                          | Jane Seymour             | Jane Seymour             | Jane Seymour | Jane Seymour | Jane Seymour | Jane Seymour |  |  | Thomas Seymour, I barone Seymour di Sudeley | Thomas Seymour, I barone Seymour di Sudeley | Thomas Seymour, I barone Seymour di Sudeley | Thomas Seymour, I barone Seymour di Sudeley | Thomas Seymour, I barone Seymour di Sudeley | Thomas Seymour, I barone Seymour di Sudeley |                          |                | Edward Seymour, I duca di Somerset  | Edward Seymour, I duca di Somerset  | Edward Seymour, I duca di Somerset  | Edward Seymour, I duca di Somerset  | Edward Seymour, I duca di Somerset  | Edward Seymour, I duca di Somerset  |                                   |                                   |                                   |                                   |                |                | Frances Brandon               | Frances Brandon | Frances Brandon | Frances Brandon | Frances Brandon | Frances Brandon |           |           |                            |                            |                            |                            |                            |                            |  |  |  |  |  |  |  |  |  |  |  |  |  |  |  |  |  |  |
|                |                |                |                |                |                |  |  |                           |                           |                           |                           |                           |                           |                          |                          |                          |                          |              |              |              |              |  |  |                                             |                                             |                                             |                                             |                                             |                                             |                          |                |                                     |                                     |                                     |                                     |                                     |                                     |                                   |                                   |                                   |                                   |                |                |                               |                 |                 |                 |                 |                 |           |           |                            |                            |                            |                            |                            |                            |  |  |  |  |  |  |  |  |  |  |  |  |  |  |  |  |  |  |
|                |                |                |                |                |                |  |  |                           |                           |                           |                           |                           |                           |                          |                          |                          |                          |              |              |              |              |  |  |                                             |                                             |                                             |                                             |                                             |                                             |                          |                |                                     |                                     |                                     |                                     |                                     |                                     |                                   |                                   |                                   |                                   |                |                |                               |                 |                 |                 |                 |                 |           |           |                            |                            |                            |                            |                            |                            |  |  |  |  |  |  |  |  |  |  |  |  |  |  |  |  |  |  |
|                |                |                |                |                |                |  |  |                           |                           |                           |                           | Edoardo VI d'Inghilterra  | Edoardo VI d'Inghilterra  | Edoardo VI d'Inghilterra | Edoardo VI d'Inghilterra | Edoardo VI d'Inghilterra | Edoardo VI d'Inghilterra |              |              |              |              |  |  |                                             |                                             |                                             |                                             |                                             |                                             |                          |                | Edward Seymour, I conte di Hertford | Edward Seymour, I conte di Hertford | Edward Seymour, I conte di Hertford | Edward Seymour, I conte di Hertford | Edward Seymour, I conte di Hertford | Edward Seymour, I conte di Hertford |                                   |                                   | Catherine Grey                    | Catherine Grey                    | Catherine Grey | Catherine Grey | Catherine Grey                | Catherine Grey  |                 |                 | Jane Grey       | Jane Grey       | Jane Grey | Jane Grey | Jane Grey                  | Jane Grey                  |                            |                            |                            |                            |  |  |  |  |  |  |  |  |  |  |  |  |  |  |  |  |  |  |
|                |                |                |                |                |                |  |  |                           |                           |                           |                           | Edoardo VI d'Inghilterra  | Edoardo VI d'Inghilterra  | Edoardo VI d'Inghilterra | Edoardo VI d'Inghilterra | Edoardo VI d'Inghilterra | Edoardo VI d'Inghilterra |              |              |              |              |  |  |                                             |                                             |                                             |                                             |                                             |                                             |                          |                | Edward Seymour, I conte di Hertford | Edward Seymour, I conte di Hertford | Edward Seymour, I conte di Hertford | Edward Seymour, I conte di Hertford | Edward Seymour, I conte di Hertford | Edward Seymour, I conte di Hertford |                                   |                                   | Catherine Grey                    | Catherine Grey                    | Catherine Grey | Catherine Grey | Catherine Grey                | Catherine Grey  |                 |                 | Jane Grey       | Jane Grey       | Jane Grey | Jane Grey | Jane Grey                  | Jane Grey                  |                            |                            |                            |                            |  |  |  |  |  |  |  |  |  |  |  |  |  |  |  |  |  |  |
|                |                |                |                |                |                |  |  |                           |                           |                           |                           |                           |                           |                          |                          |                          |                          |              |              |              |              |  |  |                                             |                                             |                                             |                                             |                                             |                                             |                          |                |                                     |                                     |                                     |                                     |                                     |                                     |                                   |                                   |                                   |                                   |                |                |                               |                 |                 |                 |                 |                 |           |           |                            |                            |                            |                            |                            |                            |  |  |  |  |  |  |  |  |  |  |  |  |  |  |  |  |  |  |
|                |                |                |                |                |                |  |  |                           |                           |                           |                           |                           |                           |                          |                          |                          |                          |              |              |              |              |  |  |                                             |                                             |                                             |                                             |                                             |                                             |                          |                |                                     |                                     |                                     |                                     |                                     |                                     |                                   |                                   |                                   |                                   |                |                |                               |                 |                 |                 |                 |                 |           |           |                            |                            |                            |                            |                            |                            |  |  |  |  |  |  |  |  |  |  |  |  |  |  |  |  |  |  |
|                |                |                |                |                |                |  |  |                           |                           |                           |                           |                           |                           |                          |                          |                          |                          |              |              |              |              |  |  |                                             |                                             |                                             |                                             |                                             |                                             |                          |                |                                     |                                     |                                     |                                     |                                     |                                     |                                   |                                   |                                   |                                   |                |                |                               |                 |                 |                 |                 |                 |           |           |                            |                            |                            |                            |                            |                            |  |  |  |  |  |  |  |  |  |  |  |  |  |  |  |  |  |  |
|                |                |                |                |                |                |  |  |                           |                           |                           |                           |                           |                           |                          |                          |                          |                          |              |              |              |              |  |  |                                             |                                             |                                             |                                             | Duchi Somerset                              | Duchi Somerset                              | Duchi Somerset           | Duchi Somerset | Duchi Somerset                      | Duchi Somerset                      |                                     |                                     | Molte generazioni                   | Molte generazioni                   | Molte generazioni                 | Molte generazioni                 | Molte generazioni                 | Molte generazioni                 |                |                |                               |                 |                 |                 |                 |                 |           |           | Molte generazioni          | Molte generazioni          | Molte generazioni          | Molte generazioni          | Molte generazioni          | Molte generazioni          |  |  |  |  |  |  |  |  |  |  |  |  |  |  |  |  |  |  |
|                |                |                |                |                |                |  |  |                           |                           |                           |                           |                           |                           |                          |                          |                          |                          |              |              |              |              |  |  |                                             |                                             |                                             |                                             | Duchi Somerset                              | Duchi Somerset                              | Duchi Somerset           | Duchi Somerset | Duchi Somerset                      | Duchi Somerset                      |                                     |                                     | Molte generazioni                   | Molte generazioni                   | Molte generazioni                 | Molte generazioni                 | Molte generazioni                 | Molte generazioni                 |                |                |                               |                 |                 |                 |                 |                 |           |           | Molte generazioni          | Molte generazioni          | Molte generazioni          | Molte generazioni          | Molte generazioni          | Molte generazioni          |  |  |  |  |  |  |  |  |  |  |  |  |  |  |  |  |  |  |
|                |                |                |                |                |                |  |  |                           |                           |                           |                           |                           |                           |                          |                          |                          |                          |              |              |              |              |  |  |                                             |                                             |                                             |                                             |                                             |                                             |                          |                |                                     |                                     |                                     |                                     | Elizabeth, regina del Regno Unito   | Elizabeth, regina del Regno Unito   | Elizabeth, regina del Regno Unito | Elizabeth, regina del Regno Unito | Elizabeth, regina del Regno Unito | Elizabeth, regina del Regno Unito |                |                |                               |                 |                 |                 |                 |                 |           |           | Giorgio VI del Regno Unito | Giorgio VI del Regno Unito | Giorgio VI del Regno Unito | Giorgio VI del Regno Unito | Giorgio VI del Regno Unito | Giorgio VI del Regno Unito |  |  |  |  |  |  |  |  |  |  |  |  |  |  |  |  |  |  |
|                |                |                |                |                |                |  |  |                           |                           |                           |                           |                           |                           |                          |                          |                          |                          |              |              |              |              |  |  |                                             |                                             |                                             |                                             |                                             |                                             |                          |                |                                     |                                     |                                     |                                     | Elizabeth, regina del Regno Unito   | Elizabeth, regina del Regno Unito   | Elizabeth, regina del Regno Unito | Elizabeth, regina del Regno Unito | Elizabeth, regina del Regno Unito | Elizabeth, regina del Regno Unito |                |                |                               |                 |                 |                 |                 |                 |           |           | Giorgio VI del Regno Unito | Giorgio VI del Regno Unito | Giorgio VI del Regno Unito | Giorgio VI del Regno Unito | Giorgio VI del Regno Unito | Giorgio VI del Regno Unito |  |  |  |  |  |  |  |  |  |  |  |  |  |  |  |  |  |  |
|                |                |                |                |                |                |  |  |                           |                           |                           |                           |                           |                           |                          |                          |                          |                          |              |              |              |              |  |  |                                             |                                             |                                             |                                             |                                             |                                             |                          |                |                                     |                                     |                                     |                                     |                                     |                                     |                                   |                                   |                                   |                                   |                |                |                               |                 |                 |                 |                 |                 |           |           |                            |                            |                            |                            |                            |                            |  |  |  |  |  |  |  |  |  |  |  |  |  |  |  |  |  |  |
|                |                |                |                |                |                |  |  |                           |                           |                           |                           |                           |                           |                          |                          |                          |                          |              |              |              |              |  |  |                                             |                                             |                                             |                                             |                                             |                                             |                          |                |                                     |                                     |                                     |                                     |                                     |                                     |                                   |                                   |                                   |                                   |                |                | Elisabetta II del Regno Unito |                 |                 |                 |                 |                 |           |           |                            |                            |                            |                            |                            |                            |  |  |  |  |  |  |  |  |  |  |  |  |  |  |  |  |  |  |